# Rochus Josef Tatamai
Rochus Josef Tatamai MSC, CSM (ur. 24 września 1962 w Radunie) – papuaski duchowny rzymskokatolicki, misjonarz Najświętszego Serca Jezusowego, arcybiskup Rabaul, przewodniczący Konferencji Episkopatu Papui-Nowej Gwinei i Wysp Salomona.

## Biografia
Rochus Josef Tatamai urodził się 24 września 1962 w Radunie na Terytorium Papui i Nowej Gwinei. 2 lutego 1983 wstąpił do misjonarzy Najświętszego Serca Jezusowego. 2 lutego 1989 złożył śluby wieczyste. 26 listopada 1989 otrzymał święcenia prezbiteratu i został kapłanem swojego zgromadzenia. Początkowo kierował biurem ds. powołań, jednocześnie pełniąc funkcje m.in. sekretarza prowincji zakonnej oraz pomocnika dyrektora postnowicjatu. W 1998 wybrany wiceprowincjałem, rok później został członkiem prowincjalnej rady. W 2000 objął funkcję wiceprzewodniczącego organizacji World Association for Christian Communications w regionie Pacyfiku. Trzy lata później wyjechał do Francji i został rektorem bazyliki w Issoudun.
8 lipca 2005 papież Benedykt XVI mianował go biskupem pomocniczym diecezji Kerema oraz biskupem tytularnym Accii. 29 września 2005 przyjął sakrę biskupią z rąk arcybiskupa Rabaulu Karla Hesse MSC. Współkonsekratorami byli biskup Keremy Paul John Marx MSC oraz biskup Kaviengu Ambrose Kiapseni MSC.
29 listopada 2007 papież mianował go biskupem Bereiny. 22 czerwca 2018 został mianowany biskupem ordynariuszem diecezji Kavieng, zaś 15 sierpnia 2018 kanonicznie objął urząd.
19 czerwca 2020 został mianowany arcybiskupem metropolitą Rabaul. Ingres do katedry w Rabaulu odbył 29 września 2020 roku.
3 maja 2017 został wybrany przewodniczącym Konferencji Episkopatu Papui-Nowej Gwinei i Wysp Salomona.

## Odznaczenia
Ordery i odznaczenia państw obcych
- Towarzysz Zakonu Gwiazdy Melanezji (Order of the Star of Melanesia) – 2019, Papua-Nowa Gwinea[6]